# Ochodaeus fraterculus
Ochodaeus fraterculus es una especie de coleóptero de la familia Ochodaeidae.

## Distribución geográfica
Habita en Costa Rica.